# 開南丸
開南丸（日语：開南丸）是日本探險家白瀨矗於日本南極遠征時所搭乘的木造帆船。船隻是由當時的海軍元帥東鄉平八郎所命名。。

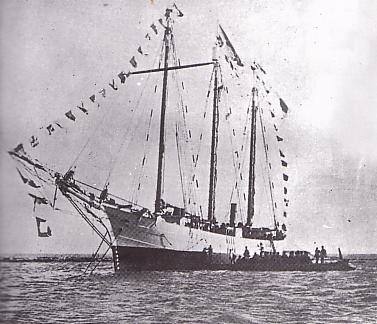
開南丸

## 歷史
- 1910年10月，買下漁船第二報效丸。
- 同年11月21日，將第二報效丸改名為開南丸。
  - 船上裝備18馬力的輔助發電機，並於品川海岸試航。
- 同年11月29日，從東京芝浦出發前往南極。
- 1912年1月28日，經過一年以上航行抵達南極。
- 同年6月20日，全員平安返回芝浦港。

## 外部連結
- 白瀨南極探險隊紀念館官方網頁